# Frank von Kirskorf
Frank von Kirskorf est un chevalier de l'ordre teutonique qui a participé aux croisades contre la Pologne et la Lituanie.

## Biographie

### Débuts dans l'ordre teutonique
En 1424 ou 1427, Frank von Kirskorf est nommé commandeur du château de Lihula, et de 1428 à 1432, il occupe le poste de bailli du château de Karkus. En 1432, Frank von Kirskorf est nommé maréchal de l’ordre de Livonie par le maître livonien Cissé von dem Rutenberg. En 1434, Frank von Kirskorf est élu nouveau maître de l’ordre de Livonie. Le Grand Maître de l’Ordre Teutonique, Paul von Rusdorf, approuve son élection.

### Expéditions en Lituanie
En 1434, le maître de Livonie Frank von Kirskorf, poursuivant la politique de son prédécesseur Cissé von dem Rutenberg, intervient activement dans la guerre civile au Grand-Duché de Lituanie opposant Švitrigaila et Sigismond Kęstutaitis. Il soutient en effet la légitimité de Švitrigaila.
À l’été 1434, Švitrigaila, ayant rassemblé une armée, part en campagne vers les terres lituaniennes, qui reconnaissent le pouvoir suprême de Sigismond. Le maître de l’Ordre de Livonie, Frank von Kersdorf, avec l’armée de l’Ordre, envahit les possessions lituaniennes afin de rejoindre les régiments de Švitrigaila  à Braslav. Mais en raison de fortes pluies, les alliés sont contraints d’abandonner leur campagne à l’intérieur de la Lituanie. Švitrigaila retourne en Biélorussie avec les régiments russes, et le Maître Frank von Kersdorf avec les chevaliers de Livonie se retire en Livonie. À l’automne 1434, le maître livonien Frank von Kirskorf organise une nouvelle campagne contre le Grand-Duché de Lituanie. L’armée de Livonie entre en Samogitie en trois colonnes, mais est vaincue. Deux des détachements de l’Ordre sont complètement exterminés, et le troisième détachement peut retourner en Livonie avec beaucoup de difficultés.
À l’été 1435, Frank von Kirskorf participe à la nouvelle campagne contre le grand-duc Sigismond. Švitrigaila et Frank von Kirskorf se réunissent à Braslav et s’enfoncent profondément dans le territoire lituanien, pillant et brûlant tout sur leur passage. Sous le commandement du maître de Livonie se trouve une armée de trois mille hommes. En plus des chevaliers de Livonie, sous le commandement de Švitrigaila, il y a des escouades de princes  russo-lituaniens et un détachement tatar auxiliaire. Le grand-duc de Lituanie Sigismond Kęstutovich, après avoir rassemblé la milice lituanienne et reçu d’importants renforts de Pologne, nomme son fils Mikhaïl Sigismondovitch comme commandant. L’armée polono-lituanienne marche à la rencontre de l’armée russo-livonienne qui approche. Le 1er septembre 1435, lors de la bataille de Wiłkomierz, une bataille décisive a lieu entre Švitrigaila et Sigismond. Les bannières polono-lituaniennes remportent une victoire complète sur le « ruthène » et ses alliés. Dans la bataille, de nombreux princes russes et lituaniens, alliés et hommes de main de Švitrigaila ont été tués et capturés, et lui-même s’est enfui à Polotsk avec une petite suite. Le maître de l’ordre de Livonie, Frank von Kirskorf, le maréchal et plusieurs commandeurs de l’ordre, de nombreux chevaliers allemands, tchèques, autrichiens et silésiens sont morts.